# Chiesa di San Defendente (Roncola)
La chiesa di San Defendente è il principale luogo di culto cattolico di Roncola in provincia e diocesi di Bergamo; fa parte del vicariato di Almenno-Ponteranica-Villa d'Almè.

## Storia
La prima citazione della chiesa intitolata a san Defendente nella località Roncola risale al 1471, ed è proprio nel XV secolo che si ritiene sia stata edificata
La chiesa fu edificata discosta dal centro di Roncola in prossimità di un nucleo fortificato.
L'edificio fu innalzato in tre fasi differenti. La parte più antica risalente ai primi anni del Quattrocento, è la zona absidale e l'aula. Alla fine del secolo furono realizzati gli affreschi nell'abside da Giovanni Baschenis., questi furono coperti nel Seicento per ordine del vescovo Giovanni Emo. Nel Cinquecento vi fu una seconda fase della costruzione con la parte detta fenil de morc con i locali della sagrestia e il fienile sopra l'abside. Il fieno, veniva venduto all'asta il 2 gennaio, festa del santo titolare, e il ricavato donato alla cappellania dei morti. Nell'ultima fase ottocentesca, fu distrutta l'antica torre campanaria e innalzata quella nuova.
La chiesa risulta visitata da san Carlo Borromeo arcivescovo di Milano nel 1575 durante la sua visita diocesana sul territorio di Bergamo.
Il vescovo di Bergamo Giovanni Emo nel 1615 visitò la chiesa. Dalla relazione si evince che impose la copertura degli antichi affreschi che dovevano essere sostituiti da un dipinto da collocare come pala dell'altare maggiore. Il dipinto fu commissionato a Girolamo Forabosco e raffigura la Madonna col Bambino in gloria e santi Sebastiano, Defendente e Rocco. Il dipinto è conservato nella chiesa parrocchiale di San Bernardo ma risulta essere ancora presente nel 1702 quando il Luigi Ruzzini ne fece una descrizione dettagliata durante la sua visita. Accanto alla chiesa vi era la canonica che ospitava il cappellano, risulta ancora presenta uno stemma sul fabbricato. La presenza è indicata fino alla fine del Settecento. La chiesa mantenne la sua autonomia fino al 1861 quando i sindaci affidarono la gestione alla fabbriceria della chiesa parrocchiale.
L'edificio fu per molto tempo abbandonato per essere oggetto di restauro con lavori di recupero degli antichi affreschi solo negli ultimi anni del XX secolo.

## Descrizione

### Esterno
L'edificio di culto, dal classico orientamento liturgico, è posto all'incrocio di due strade con abside rivolta a sud est. Il fronte principale, molto semplice e terminante con il tetto a due spioventi. La parte era anticamente intonacata, sono visibili solo due lacerti, uno con tracce di una sinopia raffigurante una croce a braccia aperte con globo posta sulla parte superiore dell'ingresso. Visibile è l'antico pietrame misto, usato per la costruzione della muratura. La facciata conserva centrale il porticato a sesto acuto con contorno in pietra. Un'apertura a sguscio è posta nella parte superiore atta a illuminare l'aula. Due piccolissime aperture sono collocate sul lato destro del portico, una rettangolare e l'altra ad arco.

### Interno
L'interno a pianta rettangolare si presenta a unica navata divisa da grandi archi con basamenti in muratura a sesto acuto, in tre campate. La copertura è con travi in legno a vista. L'aula è illuminata dalla finestra posta in controfacciata e due aperture poste nella seconda campata, dove è ospitato anche l'ingresso laterale. La zona del presbiterio, rialzata da un gradino e con la copertura da volta a sesto acuto, è di misura inferiore alla sala, e anticipata dall'arco trionfale che conserva lateralmente due nicchie ospitanti le statue della Madonna e di san Defendente titolare della chiesa. Gli affreschi presenti sull'abside sono opera di Angelo Baschenis dell'importante famiglia di artisti di Averara realizzati nel 1482 e riaffiorati dopo i restauri degli anni Novanta del Novecento. I dipinti a fresco raffigurano: San Defendente datato MCCCCLXXXII die XXII mensis octubris mentre la firma del pittore è impressa sulla fascia posta sul muro angelus de averaria pinxit laus deo.
L'interno conserva un'acquasantiera a forma di capitello di provenienza non nota. I dipinti a fresco presenti nella navata sono di difficile assegnazione. Questi sono stati eseguiti in periodi differenti dal 1479 al 1499, e altri nel 1591.